# Schweizerhaus (Wilhelmsthal)

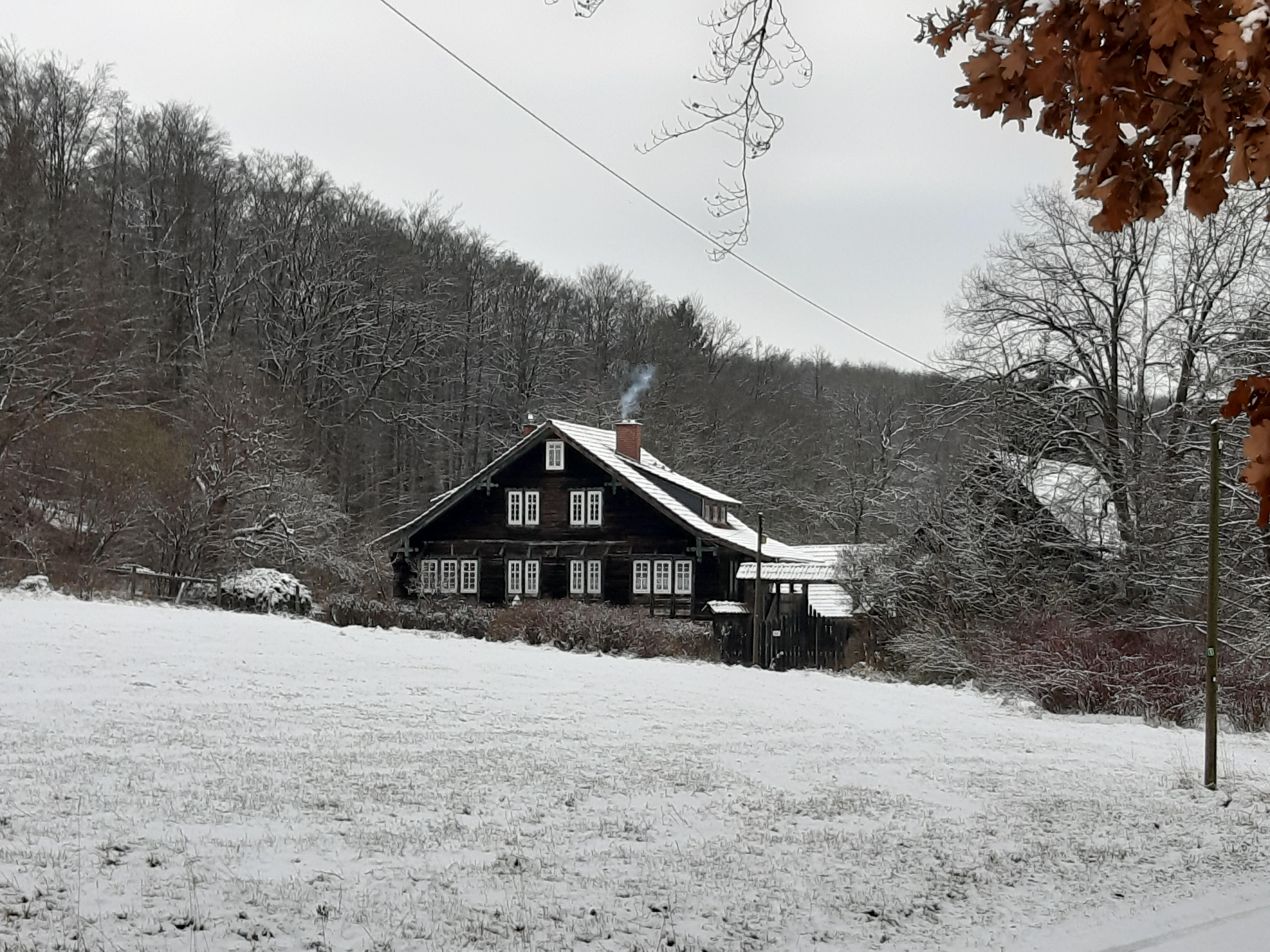
Das Schweizerhaus im Februar 2025

Das Schweizerhaus ist ein Anfang des 19. Jahrhunderts errichtetes Kulturdenkmal in Wilhelmsthal bei Eisenach im Wartburgkreis in Thüringen.

## Architektur und Geschichte
Das Schweizerhaus wurde 1802 in Blockhausbauweise aus Buchenholz errichtet. Einige Teile bestehen aus Fachwerk. Das Haus gehörte zum benachbarten Schloss Wilhelmsthal, hier wohnten Bedienstete des Schlosses und später der Gartenaufseher des Schlossparks. Hinter dem Schweizerhaus lag die fürstliche Baumschule.
Das Gebäude befindet sich heute in Privatbesitz und wird als Wohnhaus genutzt.

## Rezeption

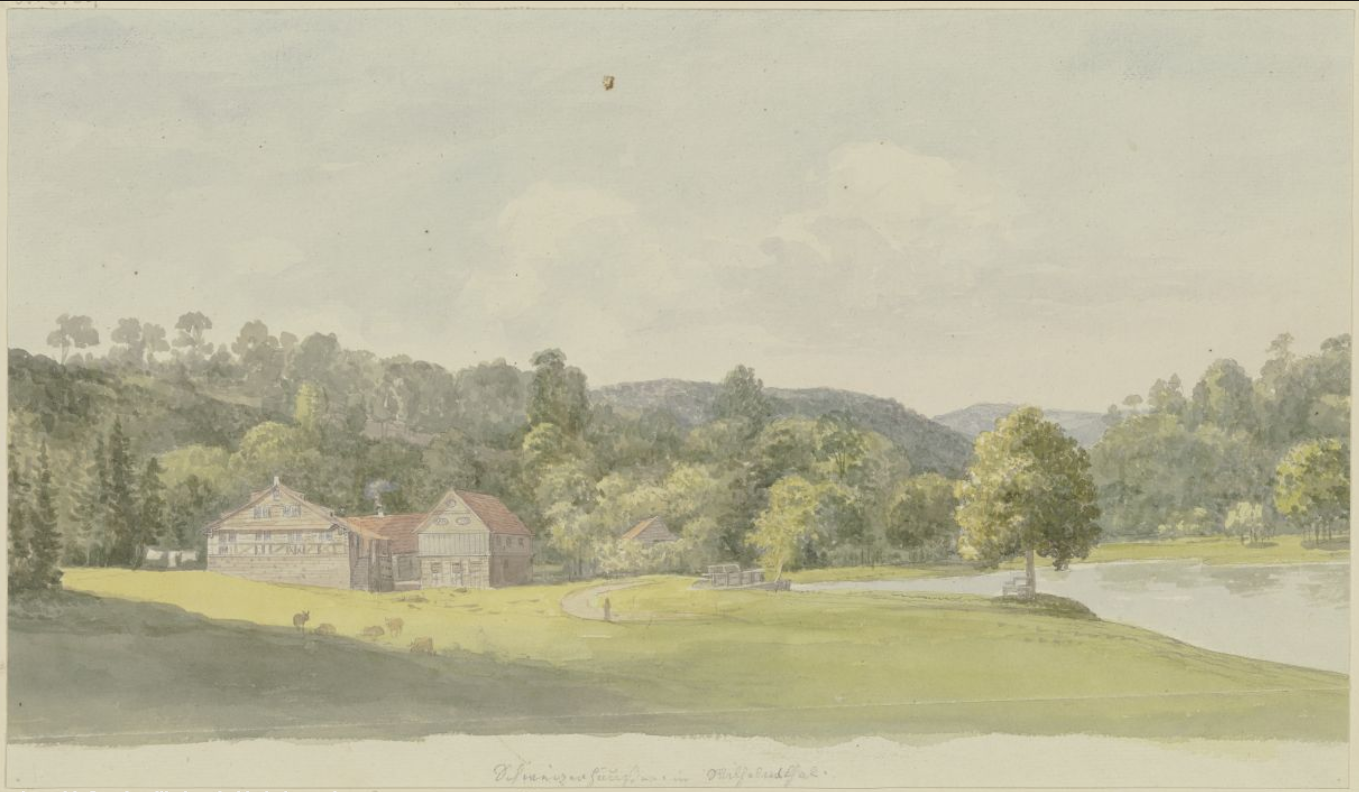
Die Schweizerhäuser im Schloßpark Wilhelmsthal bei Eisenach

Der Maler Georg Melchior Kraus schuf zwischen 1800 und 1806 ein Aquarell über schwarzer Kreide auf Vergépapier namens Die Schweizerhäuser im Schlosspark Wilhelmsthal bei Eisenach. Heute befindet sich das Werk im Kunstinstitut des Städelschen Kunstinstituts.